# Streptocarpus fanniniae
Streptocarpus fanniniae là một loài thực vật có hoa trong họ Tai voi. Loài này được Harv. Ex C. B. Cl. miêu tả khoa học đầu tiên.